# Pkill
A pkill parancsot eredetileg a Solaris 7 operációs rendszerre írták, majd később portolták Linux-ra és NetBSD-re.
Mint a kill és a killall parancsok, a pkill parancsot is arra használják, hogy jeleket küldjenek. A pkill parancs engedélyezi a reguláris kifejezések és a minták használatát.

## Példák
Kiöli a nem rég létrehozott  acroread nevű folyamatot.
$ pkill -n acroread
Az acroread nevű folyamatnak küldi az USR1 jelt.
pkill -USR1 acroread